# Francescane missionarie di Nostra Signora
Le Francescane Missionarie di Nostra Signora, già dette di Calais (in francese Franciscaines Missionnaires de Notre-Dame), sono un istituto religioso femminile di diritto pontificio: le suore di questa congregazione pospongono al loro nome la sigla F.M.N.D.

## Storia
Prima della Rivoluzione nella Francia settentrionale e nelle Fiandre esistevano una settantina di conventi di terziarie regolari francescane con circa 12.000 religiose dedite ad attività ospedaliere, ma queste comunità vennero in massima parte disperse.
I sette conventi superstiti del dipartimento di Pas-de-Calais (quelli di Aire-sur-la-Lys, Arras, Béthune, Calais, Montreuil-sur-Mer, Lens e Saint-Omer), che accoglievano complessivamente 75 suore, sotto la guida di Adolphe Duchesne accettarono di unirsi in una congregazione centralizzata e, con decreto del 4 dicembre 1852, il vescovo di Arras, Pierre-Louis Parisis, sancì l'unione.
La congregazione, aggregata all'ordine cappuccino dal 1852, ricevette il pontificio decreto di lode il 5 giugno 1867 e le sue costituzioni furono approvate definitivamente dalla Santa Sede il 15 marzo 1892.

## Attività e diffusione
Le suore si dedicano alla cura di anziani, disabili, orfani e ammalati, all'assistenza agli emigranti, all'istruzione della gioventù, al lavoro nelle missioni estere.
Sono presenti in Europa (Francia, Germania, Irlanda, Portogallo), nelle Americhe (Argentina, Brasile, Haiti, Stati Uniti d'America), in Africa (Angola, Gibuti, Etiopia, Madagascar, Mozambico, São Tomé e Príncipe, Sudafrica) e a Macao; la sede generalizia è a Parigi.
Alla fine del 2008 la congregazione contava 531 religiose in 80 case.